# 江東六十四屯
50°06′N 127°41′E / 50.100°N 127.683°E

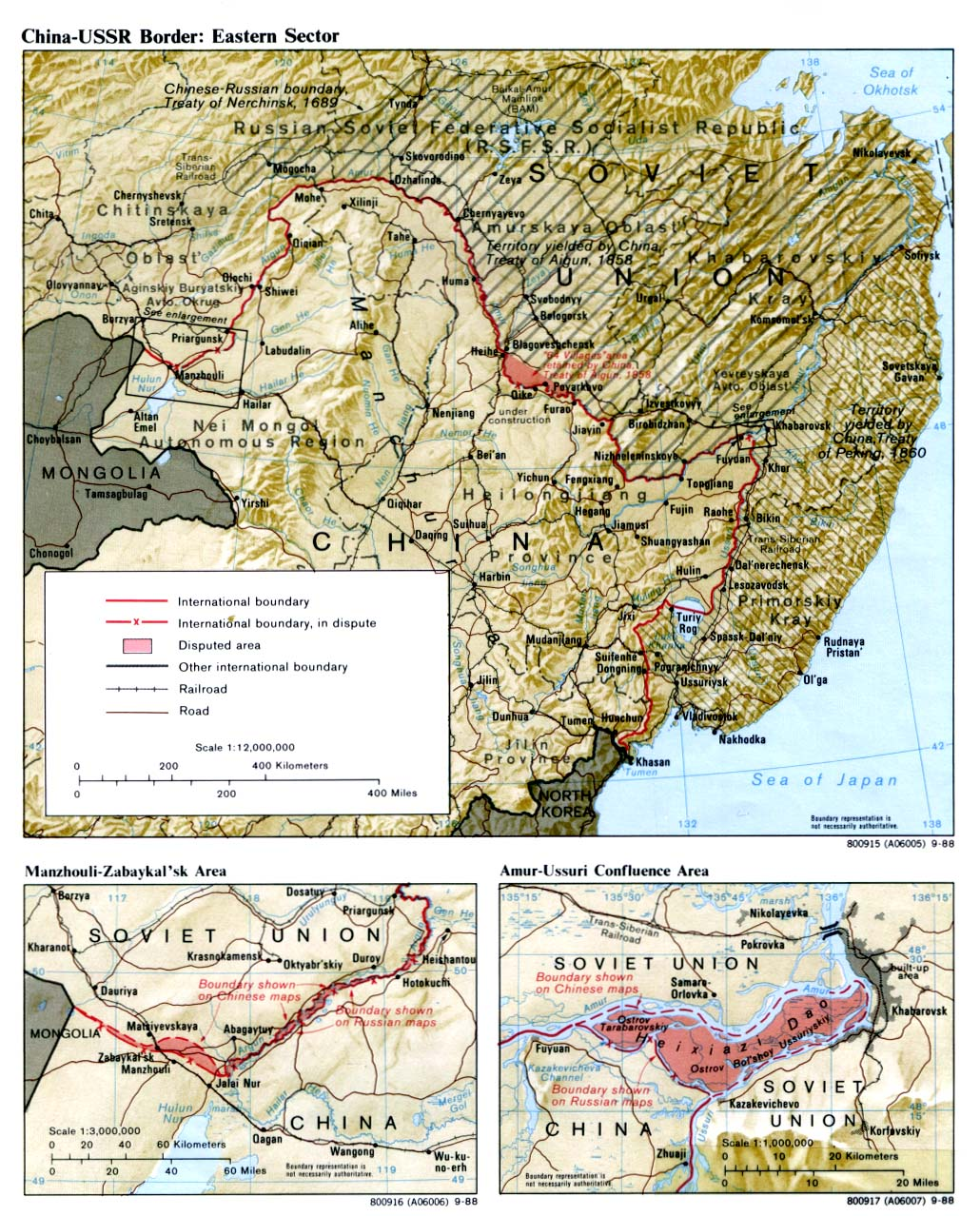
江東六十四屯（主圖中央紅色區域）

江東六十四屯（清朝舊稱豁爾莫勒津屯；俄文又稱外結雅地區）位於黑龙江左岸（北岸），與黑河市相望，结雅河東岸，與海兰泡相望，面積3600平方公里。在清朝與俄羅斯帝國簽訂的《北京條約》中规定：“上所言者乃空曠之地，遇有中國人住之處及中國人所占漁獵之地，俄國均不得占，仍准由中國人照常漁獵”。1900年发生义和团运动，清朝政府无暇兼顾东北情势，俄国以义和团破坏东清铁路为借口遂派兵制造江东六十四屯惨案和海兰泡惨案，喪失該地之管轄權。從清朝滅亡直到蘇聯解體，該地始終被俄方控制，現代該地屬於俄羅斯遠東地區的阿穆爾州。中俄國界線亦已經由中華人民共和國和俄羅斯聯邦劃定，不再有爭議。

## 沿革

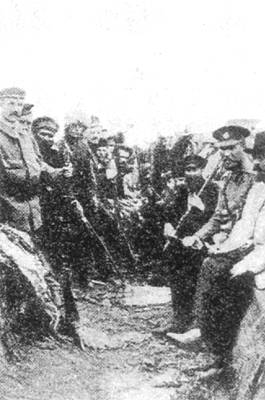
在江东六十四屯进行屠杀的俄军

江东六十四屯位于黑龙江东北岸，位于精奇里江口南至霍尔莫勒津屯，黑龙江左沿岸地带，南北70余公里，东西40余公里，由清政府在清剿雅克萨沙俄侵略者时设立的军屯点发展起来的，通称江左旗屯。到1900年，此处居民为几千户，三万余人，多为满、汉及达斡尔人。
1900年發生庚子拳亂（义和团运动、八國聯軍），俄國趁中國無暇兼顧東北情勢，派兵予以佔領，并将世居于此地的中国人屠杀和驱逐，史称江东六十四屯惨案。约2000名中國人死於該次軍事行動。
1912年中華民國成立後，無論是北洋政府或是國民政府，均不承認俄國（或苏联）佔領該地的合法性。從宣統辛亥（1911年）出版的《黑龍江全省輿圖》到1948年申報館出版的中華民國地圖，此地都在版圖之中。據《中華民國史事日誌》，1921年3月14日“遠東共和國代表優林允于中俄通商后退还庚子年所占據之黑龙江江東六十四屯”，但後來不了了之。唯1949年以後出版的《中華人民共和國地圖》，此地不再劃入中國版圖。1991年中华人民共和国和苏联劃定边界时，由當時的中共中央總書記江泽民與蘇共中央總書記兼蘇聯總統戈爾巴喬夫簽訂《中华人民共和国和苏维埃社会主义共和国联盟关于中苏国界东段的协定》，中華人民共和國正式放棄該地之治權。江東六十四屯这一地区目前隸屬於俄罗斯阿穆尔州布拉戈维申斯克区和坦波夫卡区。
國府遷台後，中華民國政府長期不承認俄罗斯控制該地的合法性，在地圖上（參考右上圖）長期「認定」是中國領土。但基于現實中華民國已失去大陸地區的控制權，現已不再提出，也不再發行地圖。

## 城鎮
昔日江東六十四屯有部份城鎮被俄羅斯開發，名稱大致如下：
| 漢語名稱       | 俄語名稱      |
| -------------- | ------------- |
| 日拉伊米羅甫克 | Влади́мировка  |
| 補丁屯         | Усть-ивановка |
| 瑪林克阿林     | Лозовое       |
| 大碾間房       | Гродеково     |
| 烏帕麥         | Красное       |
| 同合達         | Корфово       |
| 樺木林子       | Куропатино    |
| 東山屯         | Николаевка    |
| 都什溝         | Передовое     |
| 興隆屯         | Рощино        |
| 斷山屯         | Толстовка     |
| 王家窩棚       | Духовское     |

## 備註
1. ↑  俄語：

## 延伸閱讀
- Yang, Chuang; Gao, Fei; Feng, , , Beijing: World Affairs Press, September 2006, ISBN 7501228760
- Paine, S. C. M., , M. E. Sharpe, 1996, ISBN 978-1-56324724-8

## 外部連結
- .   [2016-03-03]. （原始内容存档于2022-08-08）.